# 에덴의 동쪽 (미국 드라마)
《에덴의 동쪽》(영어: East of Eden)은 넷플릭스에서 공개 예정인 미국의 드라마이다.